# Platyla banatica
Platyla banatica is een slakkensoort uit de familie van de Aciculidae. De wetenschappelijke naam van de soort is voor het eerst geldig gepubliceerd in 1842 door Rossmassler.